# Robert Bédard
Pour les articles homonymes, voir Bédard.
Robert Bédard, né le 13 septembre 1931 à Saint-Hyacinthe, est un joueur de tennis canadien.

## Biographie
Figure du tennis canadien, Bob Bédart a été classé n°1 dans son pays pendant onze années consécutives de 1955 à 1965. Il a fait partie entre 1953 et 1961 de l'équipe du Canada de Coupe Davis avec laquelle il présente un bilan de 11 victoires pour 22 défaites en 16 sélections. Il obtient ses principales victoires en 1961 sur les Mexicains Mario Llamas et Rafael Osuna et fait une dernière apparition dans la compétition en 1967 contre la Grande-Bretagne de Roger Taylor.
En 1952, il reçoit une bourse de la part du gouvernement québécois lui permettant d'étudier pendant six mois à l'université de Californie à Los Angeles (UCLA). Il se lance sur le circuit international à son retour au pays puis part en 1954 en tournée en Europe et aux États-Unis. Il dispute des finales à Stuttgart et Hollywood Beach, parvient en quart de finale des championnats d'Italie et au 3e tour des tournois de Roland-Garros et de Wimbledon, à chaque fois battu par Lew Hoad.
C'est en 1955 qu'il remporte le premier de ses trois titres au championnat du Canada. Il reste à l'heure actuelle le dernier joueur canadien à avoir remporté le tournoi. En 1957, il s'adjuge deux tournois mineurs en Angleterre à Sutton et Southport. Lors du tournoi de Wimbledon, il bat le champion danois Torben Ulrich au premier tour avant de s'incliner face à Jackie Brichant à l'occasion de sa dernière tournée européenne.
En 1959, il est médaillé d'argent des Jeux panaméricains à Chicago, battu en finale par le Chilien Luis Ayala et parvient une nouvelle fois au 3e tour des Championnats des États-Unis.
Enseignant de profession, il a exercé le français et la géographie à Lennoxville, puis au St. Andrew's College à Aurora où il devient directeur jusqu'à sa retraire en 1997. Également impliqué au niveau sportif, il a présidé Tennis Québec de 1967 à 1970 et été vice-président de Tennis Canada de 1973 à 1977.

## Palmarès
- Championnat du Canada :
  - Vainqueur en simple en 1955, 1957 et 1958
  - Vainqueur en double en 1955, 1957 et 1959 avec Don Fontana
  - Vainqueur en double mixte en 1959 avec Mariette Laframboise
- Médaille d'argent aux Jeux panaméricains de 1959

## Parcours dans les tournois duGrand Chelem

### En simple
| Année | Open d'Australie | Open d'Australie | Internationaux de France | Internationaux de France | Wimbledon       | Wimbledon       | US Open         | US Open         |
| ----- | ---------------- | ---------------- | ------------------------ | ------------------------ | --------------- | --------------- | --------------- | --------------- |
| 1953  | —                | —                | —                        | —                        | —               | —               | 2e tour (1/32)  | Andy Paton Jr.  |
| 1954  | —                | —                | 3e tour (1/16)           | Lew Hoad                 | 3e tour (1/16)  | Lew Hoad        | 1er tour (1/64) | Rex Hartwig     |
| 1955  | —                | —                | 1er tour (1/64)          | Russell Seymour          | 1er tour (1/64) | Herbert Flam    | 3e tour (1/16)  | Lew Hoad        |
| 1956  | —                | —                | —                        | —                        | —               | —               | 3e tour (1/16)  | Hugh Stewart    |
| 1957  | —                | —                | 1er tour (1/64)          | Herbert Flam             | 2e tour (1/32)  | Jackie Brichant | 2e tour (1/32)  | Neale Fraser    |
| 1958  | —                | —                | —                        | —                        | —               | —               | 2e tour (1/32)  | S. Giammalva    |
| 1959  | —                | —                | —                        | —                        | —               | —               | 3e tour (1/16)  | Luis Ayala      |
| 1960  | —                | —                | —                        | —                        | —               | —               | 2e tour (1/32)  | Isaías Pimentel |
| 1961  | —                | —                | —                        | —                        | 1er tour (1/64) | Mike Sangster   | 3e tour (1/16)  | Crawford Henry  |
| 1962  | —                | —                | —                        | —                        | —               | —               | —               | —               |
| 1963  | —                | —                | —                        | —                        | —               | —               | 2e tour (1/32)  | Thomaz Koch     |
| 1964  | —                | —                | —                        | —                        | —               | —               | —               | —               |
| 1965  | —                | —                | —                        | —                        | —               | —               | 2e tour (1/32)  | Jim McManus     |

N.B. : à droite du résultat se trouve le nom de l'ultime adversaire.

## Distinctions
- Médaille du jubilé d'argent d'Élisabeth II - 1977
- Panthéon des sports du Québec - 1991
- Temple de la renommée du sport du Canada - 1996